# Спанчово
Вижте пояснителната страница за други значения на Спанчево.
Спанчово или Спанчево (на гръцки: Λατομείο, Латомио или Λατόμι, Латоми, катаревуса: Λατομείον, Латомион, до 1927 година Σπάντσοβο, Спанцово) е село в Република Гърция, дем Пеония в област Централна Македония.

## География
Селото се намира на около 5 километра северно от град Ругуновец (Поликастро) в Солунското поле.

## История

### Етимология
Името е по изчезналото лично име *Спан < спан „който много спи“. Сравними са местното име Спанча, горист хълм и пасище на З от Алистрат, Драмско, селищните имена Горно и Долно Спанчево, Санданско-Петричко, Спанчов, Силистренско, Спанчево, Кочанско, Спанци, Леринско, Спанците, Габровско, река Спанч, Кукушко.

### В Османската империя
В XIX век Спанчово е изцяло българско село в Османската империя. В „Етнография на вилаетите Адрианопол, Монастир и Салоника“, издадена в Константинопол в 1878 година и отразяваща статистиката на населението от 1873 година, Спанчово (Spantchiovo) е посочено като селище в каза Аврет Хисар с 12 домакинства, като жителите му са 54 българи. Според статистиката на Васил Кънчов („Македония. Етнография и статистика“) от 1900 година Спанчево е населявано от 78 жители българи.
В началото на XX век цялото население на Спанчово е под върховенството на Българската екзархия. По данни на секретаря на Българската екзархия Димитър Мишев („La Macédoine et sa Population Chrétienne“) в 1905 година в Спанчово (Spantchovo) има 64 българи екзархисти.

### В Гърция
През Балканската война селото е окупирано от гръцки части и остава в Гърция след Междусъюзническата война. Боривое Милоевич пише в 1921 година („Южна Македония“), че Спанчово има 15 къщи славяни християни. В 1927 година селото е прекръстено на Латомио.
Преброявания
- 2001 година - 12 души
- 2011 година - 1 човек